# Trường đại học Tiếng Ba Lan cho Người nước ngoài Łódź
 Trường tiếng Ba Lan cho người nước ngoài (SoPfF / SJPdC) - một tổ chức giáo dục, một phần của Đại học Łódź. Mục đích chính của nó là chuẩn bị cho sinh viên nước ngoài học tại các trường đại học Ba Lan.
Trường tiếng Ba Lan cho người nước ngoài được thành lập năm 1952 tại Łódź. Lúc đầu, nó chỉ tập trung vào việc cho phép mọi người từ các quốc gia khác học tại các trường đại học Ba Lan, nhưng từ đầu những năm 1990, nó đã được chuyển đổi thành một cơ sở giáo dục và học viện.
SoPfF ở Łódź là tổ chức lâu đời nhất của loại hình này ở Ba Lan và trong hơn ba mươi năm, đây là trường duy nhất hoạt động ở loại hình này trong nước. Nó đã giáo dục mọi người từ hơn 80 quốc gia trên thế giới. Mỗi năm có khoảng 300 sinh viên tốt nghiệp từ SoPfF. Trong tất cả các năm hoạt động của trường, nhân viên của trường đã cố gắng tạo ra các sách bài tập độc đáo cho người nước ngoài sẵn sàng học tiếng Ba Lan. Họ cũng đã chuẩn bị, với sự giúp đỡ đáng kể của chính các sinh viên, các từ vựng đa ngôn ngữ khác nhau - một sự trợ giúp vô giá cho bất kỳ ai dạy và học tiếng Ba Lan. Các sách bài tập được sản xuất trong trường đã trở thành một cơ sở cho giáo trình được tạo ra tại các cơ sở khác như vậy trong nước. Trường chuẩn bị cho sinh viên nước ngoài thực hiện các nghiên cứu ở nhiều lĩnh vực quan tâm khác nhau. Sinh viên tham gia các khóa học kỹ thuật, y tế và kinh tế, cũng giống như những người bản địa khác

## liên kết ngoài
- Trang web chính thức